# Glover Morrill Allen
Glover Morrill Allen (* 8. Februar 1879 in Walpole, New Hampshire; † 14. Februar 1942 in Cambridge, Massachusetts) war ein US-amerikanischer Zoologe und Ornithologe.
Er wurde als Sohn des Geistlichen Nathaniel Glover Allen und Harriet Ann Allen geboren und studierte an der Harvard-Universität in Cambridge, Massachusetts. Nach seiner Promotion hielt er zoologische Vorträge an der Harvard-Universität und erhielt den Posten des Museumsdirektors für Säugetiere im Harvard Museum of Comparative Zoology. Des Weiteren bereiste er Mittel- und Südamerika, den Westen Afrikas, den Nil, Belgisch-Kongo und Australien. Er war Herausgeber der ornithologischen Zeitschrift The Auk. 1915 wurde er in die American Academy of Arts and Sciences gewählt.

## Werke
- Bats: Biology, Behavior and Folklore
- Checklist of African Mammals
- Extinct and Vanishing Mammals of the Western Hemisphere
- Mammals of China and Mongolia
- mit Reginald Heber Howe: The birds of Massachusetts. 1901 doi:10.5962/bhl.title.22235 doi:10.5962/bhl.title.14609